# Boum
El Boum o pic de Boum és una muntanya de 3.006 m d'altitud, amb una prominència de 124 m, que es troba al massís de Perdiguero, entre la província d'Osca (Aragó) i el departament de l'Alta Garona (França).
La primera ascensió la van realitzar T. Lézat i Dr. Lambrón l'any 1858.